# Hannah Gadsby
Hannah Gadsby (Smithton, Tasmania, 12 de enero de 1978) es una comediante australiana. Saltó a la fama internacional tras el éxito de Nanette, su especial de comedia para Netflix.

## Biografía

### Primeros años de vida y educación
Gadsby creció en Smithton en Tasmania, y tiene cuatro hermanos mayores. Asistió a Smithton High School de 1990 a 1995, Launceston College y la Universidad de Tasmania en Hobart. Más tarde se graduó de la Universidad Nacional de Australia en 2003 con una Licenciatura en Historia del Arte y Curaduría. Antes de su carrera de comedia, Gadsby trabajó como proyeccionista de cine y plantando árboles en una granja.

### Televisión
Gadsby coprotagonizó el programa de la cadena de televisión ABC, Adam Hills Tonight (anteriormente conocido como Adam Hills in Gordon Street Tonight). Tenía segmentos regulares llamados 'En este día' y 'Hannah Has A Go' y también apareció en el segmento principal, contribuyendo como anfitrión Adam Hills entrevistando a sus invitados. El programa dejó de producirse después del final de su tercera temporada en julio de 2013.
También ha aparecido en Good News Week, Spicks and Specks, y New Zealand TV 3's 7 Days.
Gadsby ha escrito y presentado dos documentales especiales para el programa Artscape en ABC TV, The NGV Story (2011) y Hannah Gadsby Goes Domestic (2010). Además, ha escrito y presentado una serie de tres partes sobre ABC TV, Hannah Gadsby's Oz, que se emitió en marzo de 2014.
Apareció como Hannah, una versión ficticia de su misma persona, en la segunda, tercera y cuarta temporada de la serie del comediante Josh Thomas, Please Like Me, en 2015.

### Festivales de comedia
Gadsby es una persona habitual en el circuito de festivales de comedia locales e internacionales. A continuación se muestra una lista de algunas de sus apariciones.
- 2007 - Hannah Gadsby is Wrong and Broken; Festival Fringe Adelaide
- 2008 - Meat, The Musical (con Amelia Jane Hunter); Receptor del Premio Moosehead; Festival Fringe de Adelaida, Festival Internacional de Comedia de Melbourne
- 2009 - Kiss Me Quick, I’m Full Of Jubes; Festival Internacional de Comedia de Melbourne, Festival Internacional de Comedia de Nueva Zelanda, Festival Fringe de Edimburgo
- 2009 y 2010 - Australian Art History With A Comic - Conferencia de historia del arte; Galería Nacional de Victoria durante el Festival Internacional de Comedia de Melbourne
- 2010 - The Cliff Young Shuffle; Festival de Comedia de Brisbane, Festival de Fringe de Adelaida, Festival de Comedia Internacional de Melbourne, Festival de Comedia de Nueva Zelanda, Festival de Comedia de Sídney
- 2011 - Mary. Contrary.; Festival Fringe de Edimburgo
- 2012 - Hannah Wants A Wife; Festival Fringe de Edimburgo
- 2013 – Happiness is a Bed Side Table; Festival Internacional de Comedia de Melbourne, Festival de Comedia de Brisbane[10]
- 2014 - The Exhibitionist; Festival Internacional de Comedia de Melbourne, Festival Fringe de Edimburgo, Festival de Comedia de Canberra, Just For Laughs - Sídney.
- 2017 -  Nanette; Festival Internacional de Comedia de Melbourne.[11]
- 2020 - Douglas. Estrenado el 26 de mayo de 2020 en Netflix.[12]

### Las artes
Aunque Gadsby tiene más fama por su trabajo de comedia, también presenta giras de comedias artísticas en conjunto con la National Gallery of Victoria. Desde 2009, Gadsby ha presentado recorridos con temas como pinturas de la Santísima Virgen, Dadaísmo, Modernismo, Impresionismo y el desnudo en el arte. Gadsby también da charlas sobre arte y abre exposiciones.

### Vida personal
Gadsby se declara lesbiana y su sexualidad es un tema recurrente en sus rutinas de stand-up. .
Gadsby se identifica con la identidad de género no binario y utiliza el pronombre que se traduce en español como elle.

### Trabajo comunitario
Gadsby es una partidaria activa de varias organizaciones benéficas. Las organizaciones a las que ha ayudado incluyen Big Brothers Big Sisters de Melbourne, Edmund Rice Camps de Victoria y la Misión del Sagrado Corazón.